# شعراء على نافذة العالم للثقافة والإبداع

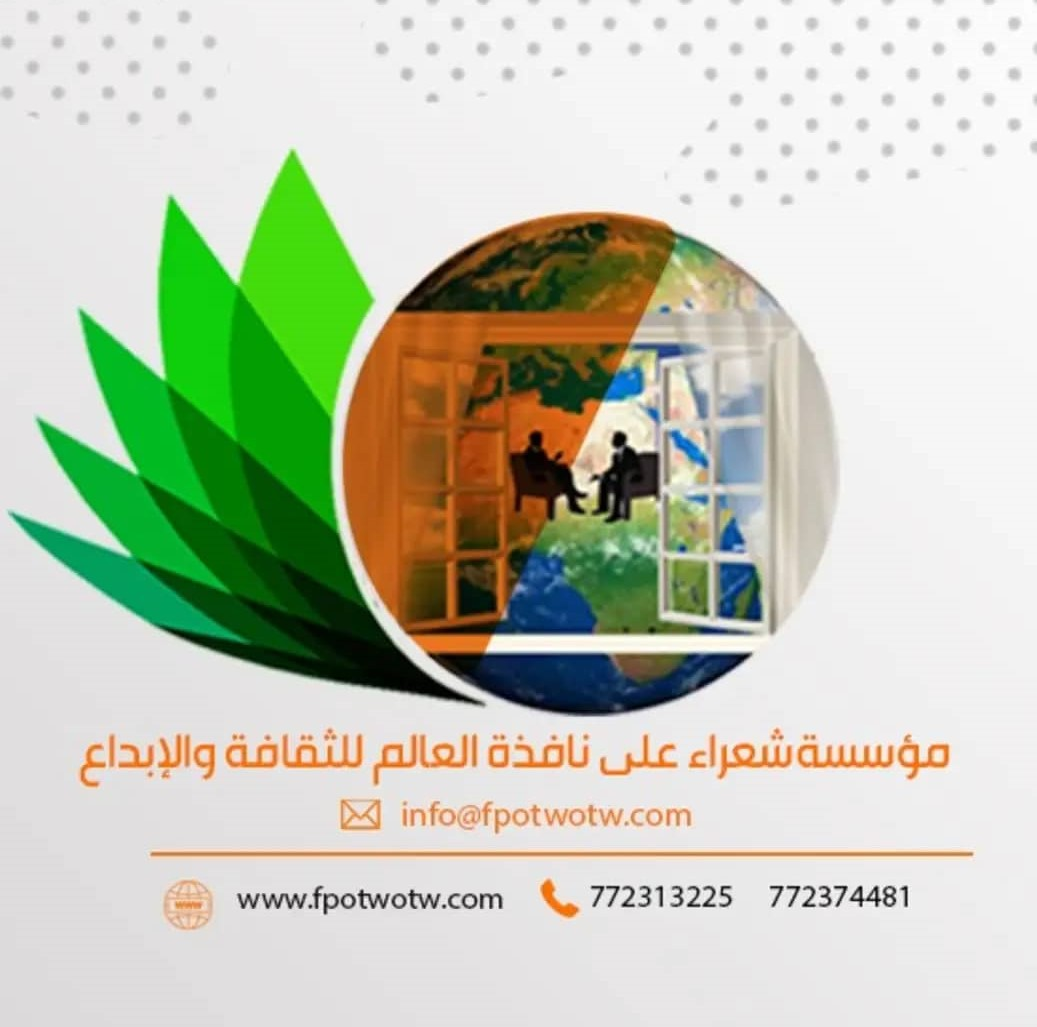
شعار (لوجو) مؤسسة شعراء على نافذة العالم

مؤسسة شعراء على نافذة العالم للثقافة والإبداع (مؤسسة غير ربحية)، وهي إحدى منظمات المجتمع المدني الفاعلة الموجودة في الجمهوريّة اليمنيّة، وتعنى مؤسسة شعراء على نافذة العالم بالشّأن الثقافي الإبداعي، وقد استطاعت هذه المؤسسة العمل في ظروف الحرب في اليمن منذ الفترة 2018م وسبب ارتباط تسميتها بالشعراء تحديدًا هو أن من قام بإنشائها شاعران أحدهما هو الشاعر محمد عبد الله المدغري والمشهور باسم محمد الذهب وهو شاعر يغلب على شعره الطابع الشعبي والغنائي والعامّي، والشاعر الآخر هو الشاعر فؤاد عيسى المحنبي والمشهور باسم فؤاد المحنبي وهو شاعر يغلب على شعره اللون الفصيح، ويعتبر موقع المؤسسة هو مدوّنة للأعمال الأدبية لأعضاء المؤسسة وهو متاح-أيضًا-لزوّار الموقع، وتعتبر صفحة المؤسسة على فيس بوك هي النّاطق الرّسمي باسم المؤسسة وتتلقى المؤسسة فيه استفسارات الأعضاء والمتابعين.

## أهداف المؤسسة
- جمع وتدوين أعمال المثقفين والمبدعين في اليمن والعالم العربي عبر العصور المختلفة لغرض التوثيق، ويتمّ سنويًا تكريم المتفاعلين في موقع المؤسسسة لتحقيق هذا الهدف.
- نشر وطبع أعمال المبدعين في الشعر والقصة والبحوث الأكاديمية والبحث المؤسسي وأدب الأطفال ورقيًّا وإلكترونيًّا بعد الاتفاق مع أصحاب الأعمال المرشحة للطباعة حفاظًا على الحقوق الفكريّة والأدبيّة لمالكي العمل.
- جمع وتدوين وأرشفة النتاجات الأدبية من الشعر والقصص والرواية والمسرحية والروايات المصورة وأدب الأطفال

- وكل ما يتعلق بالمجال الثقافي والإبداع المكتوب لحمايتها من الضياع واظهار ذلك للعالم عبر الموقع الالكتروني للمؤسسة بالتنسيق مع الجهات ذات العلاقة.

- تسخير التقنية الحديثةوالمعاصرة لخدمة الثقافة والمثقفين في جميع المجالات وتمكينهم من رفع أعمالهم وحفظها عن طريق المواقع والتطبيقات الالكترونية وتسهيل عملية التواصل والاتصال بينهم وبين المؤسسة.
- تشجيع الأدباء والمبدعين من الجنسين ومساعدتهم للسعي نحو طباعة ونشر وتوزيع الأعمال الأدبية ( الشعر – القصة – المسرحية – الرواية – أدب الأطفال – الرواية المصورة) للشعراء والكتاب والمبدعين المتميزين وفقًا للقانون.
- السعي نحو ترجمة الأعمال الأدبية إلى عدد من اللغات الأجنبية بعد اكتمال أرشفتها ورفعها على الموقع الالكتروني .
- العمل على تنمية المواهب الثقافية في كافة مجالات الإبداعات الفنية والموسيقى والفنون التشكيلية وغيرها من الفنون الثقافية المختلفة ومساعدتهم على إنجاح أعمالهم والخروج بها إلى أرض الواقع وتحقيق أهدافهم المنشودة.
- إقامة الفعاليات الثقافية والمهرجانات والمسارح والمسابقات وورش العمل الثقافية المختلفة التي تهدف إلى تنمية المواهب الثقافية وتحفيز الجانب الثقافي في المجتمع.
- العمل على تنفيذ برامج تدريبية في الفنون الثقافية المختلفة مثل الموسيقى والمسرح وألوان الفنون المرئية من التشكيل والنحت وغيرها.
- العمل على تنفيذ كافة البرامج الثقافية التي تسندها وزارة الثقافة إلى المؤسسة بالتعاون مع الجهات المختصة في الوزارة.
- التعاون والتنسيق مع المؤسسات والمنظمات المماثلة في الداخل والخارج بما يحقق أهداف المؤسسة وبما لا يتعارض مع أحكام القانون.

## أهم أعمال المؤسسة خلال 5 سنوات من التأسيس
- إنجاز وتشغيل وإطلاق تطبيق أندرويد وربطة بالموقع الالكتروني للمؤسسة لتسهيل رفع أعمال الأعضاء إلى موقع المؤسسة.
- طباعة الإصدار الأول لعدد 44 عنوانًا من الأعمال الأدبية لأعضاء المؤسسة للعام 2022م ضمن مهرجان معرض البردّوني وهذه الإصدارات الأكثر من 44 عنوانًا تتنوّع ما بين دواوين شعريّة وقصص قصيرة وروايات وكتب نقدية.[1]
- تمويل طباعة كتاب مستطرف معاصر أحد الكتب النادرة التي لم تطبع للشّاعر الكبير البردّوني بالتّعاون مع الهيئة العامة للكتاب بصنعاء.
- إنتاج وتنفيذ عمل تلفزيوني وهو عبارة عن مسابقة بمسمّى شاعر اليمن وتوزيع جوائز ماليّة قيّمة للفائزين.

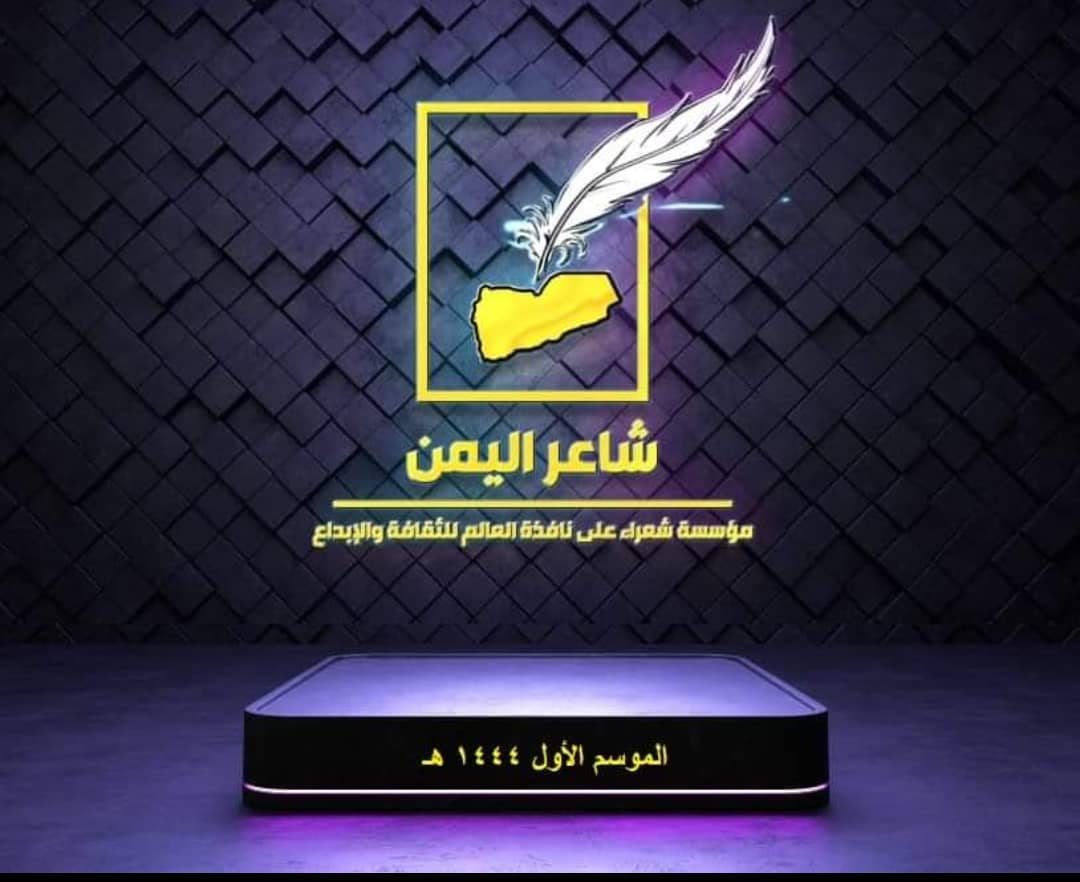
مسابقة شاعر اليمن للعام 1444هجرية

- إقامة مسابقة الرّبيع النبوي للعام 1444هجريّة في مدح النّبيّ محمّد وتوزيع جوائز ماليّة قيّمة للفائزين والفائزات

والتي فاز فيها عن فئة الشعر الفصيح
- 1 الشاعر جميل الكامل
- 2 الشاعر أمين العقاب
- 3 مطهر السراجي

وعن فئة الشعر الشعبي
- 1- أحمد النظامي
- 2- محمدالعزي نشوان
- 3- أحمد محمد سند

- طباعة الإصدار الثاتي لأكثر من 31 عنونًا من الأعمال الأدبية لأعضاء المؤسسة للعام 2023م، وما يميّز الموسم الثاني من الإصدارات أنّه تمّ في ذكرى الدكتور عبدالعزيز المقالح لذلك احتوى على إصدارات شعريّة ونقديّة تتحدّث عن الدكتور المقالح.
- إقامة مسابقة الرّبيع النبوي للعام 1445هجريّة في مدح النّبيّ محمّد وتوزيع جوائز ماليّة قيّمة للفائزين والفائزات

والتي فاز فيها عن فئة الشعر الفصيح
- 1 الشاعر ابراهيم باشا
- 2 الشاعر أحمد الجرف
- 3 بديع الزمان السلطان

وعن فئة الشعر الشعبي
- 1- شادية قارية
- 2- محمد ردمان
- 3- عبد الرحمن المضلع

## الهيكل الإداري للمؤسسة
يحتوي الهيكل الإداري للمؤسسة على أسماء أدباء معروفين في الوطن العربي، كما يحوي المجلس الاستشاري منهم دكاترة من كلية الآداب بجامعة صنعاء منهم الدكتور عبد الرحمن الصعفاني نائب عميد الكليّة، ومن بينهم الأستاذ خالد الرويشان وزير الثقافة السّابق.
وأمّا الهيكل الإداري فهم كما يلي:
- 1- محمد الذهب رئيسًا
- 2- فؤاد المحنبي المدير التنفيذي
- 3- عبد الرحمن مراد رئيس الهيئة العامة للكتاب
- 4-علوان مهدي الجيلاني
- 5- جميل مفرح نائب رئيس اتحاد الأدباء والكتّاب اليمنيين
- 6-عبدالله باسلامه رئيس قسم الرواية والسرد الأدبي

## روابط خارجية
مؤسسة شعراء على نافذة العالم للثقافة والإبداع